# Liste der Baudenkmale in Gersten
In der Liste der Baudenkmale in Gersten sind alle Baudenkmale der niedersächsischen Gemeinde Gersten aufgelistet. Die Quelle der Baudenkmale ist der Denkmalatlas Niedersachsen. Der Stand der Liste ist der 9. Mai 2021.

## Allgemein
In den Spalten befinden sich folgende Informationen:
- Lage: die Adresse des Baudenkmales und die geographischen Koordinaten. Kartenansicht, um Koordinaten zu setzen. In der Kartenansicht sind Baudenkmale ohne Koordinaten mit einem roten Marker dargestellt und können in der Karte gesetzt werden. Baudenkmale ohne Bild sind mit einem blauen Marker gekennzeichnet, Baudenkmale mit Bild mit einem grünen Marker.
- Bezeichnung: Bezeichnung des Baudenkmales
- Beschreibung: die Beschreibung des Baudenkmales. Unter § 3 Abs. 2 NDSchG werden Einzeldenkmale und unter § 3 Abs. 3 NDSchG Gruppen baulicher Anlagen und deren Bestandteile ausgewiesen.
- ID: die Objekt-ID des Baudenkmales
- Bild: ein Bild des Baudenkmales, ggf. zusätzlich mit einem Link zu weiteren Fotos des Baudenkmals im Medienarchiv Wikimedia Commons. Wenn man auf das Kamerasymbol klickt, können Fotos zu Baudenkmalen aus dieser Liste hochgeladen werden:

## Gersten

### Gruppe: Obergersten, Lengericher Straße 4
Die Gruppe „Obergersten, Lengericher Straße 4“ hat die ID 35898289.

| Lage                                            | Bezeichnung              | Beschreibung | ID       | Bild |
| ----------------------------------------------- | ------------------------ | ------------ | -------- | ---- |
| Lengericher Straße 4 52° 34′ 7″ N, 7° 29′ 59″ O | Wohn-/Wirtschaftsgebäude |              | 35912696 | BW   |
| Lengericher Straße 4 52° 34′ 8″ N, 7° 30′ 1″ O  | Scheune                  |              | 35912668 | BW   |
| Lengericher Straße 4 52° 34′ 6″ N, 7° 30′ 1″ O  | Wirtschaftsgebäude       |              | 35912640 | BW   |
| Lengericher Straße 4 52° 34′ 6″ N, 7° 30′ 3″ O  | Wohn-/Wirtschaftsgebäude | Hallenhaus   | 35912611 | BW   |

### Gruppe: Obergersten, Hofanlage I
Die Gruppe „Obergersten, Hofanlage I“ hat die ID 35898271.

| Lage                                            | Bezeichnung              | Beschreibung | ID       | Bild |
| ----------------------------------------------- | ------------------------ | ------------ | -------- | ---- |
| Lengericher Straße 6 52° 34′ 6″ N, 7° 30′ 7″ O  | Schafstall               |              | 35912555 | BW   |
| Lengericher Straße 6 52° 34′ 5″ N, 7° 30′ 8″ O  | Wohn-/Wirtschaftsgebäude |              | 35912468 | BW   |
| Lengericher Straße 6 52° 34′ 7″ N, 7° 30′ 9″ O  | Backhaus                 |              | 35912527 | BW   |
| Lengericher Straße 6 52° 34′ 5″ N, 7° 30′ 10″ O | Scheune                  |              | 35912499 | BW   |

### Gruppe: Hof Banke
Die Gruppe „Hof Banke“ hat die ID 35898307.

| Lage                                                | Bezeichnung              | Beschreibung | ID       | Bild |
| --------------------------------------------------- | ------------------------ | ------------ | -------- | ---- |
| Untergerstener Straße 4 52° 34′ 22″ N, 7° 30′ 12″ O | Wohn-/Wirtschaftsgebäude |              | 35912326 | BW   |
| Untergerstener Straße 4 52° 34′ 22″ N, 7° 30′ 11″ O | Stall                    |              | 35912357 | BW   |
| Untergerstener Straße 4 52° 34′ 24″ N, 7° 30′ 10″ O | Scheune                  |              | 35912386 | BW   |

### Gruppe: Drope, Hofanlage
Die Gruppe „Drope, Hofanlage“ hat die ID 35899223.

| Lage                                        | Bezeichnung        | Beschreibung | ID       | Bild |
| ------------------------------------------- | ------------------ | ------------ | -------- | ---- |
| Droper Straße 4 52° 34′ 41″ N, 7° 29′ 42″ O | Wohnhaus           | Hof Röttger  | 35912908 | BW   |
| Droper Straße 4 52° 34′ 42″ N, 7° 29′ 42″ O | Wirtschaftsgebäude | Hof Röttger  | 35912937 | BW   |
| Droper Straße 4 52° 34′ 42″ N, 7° 29′ 43″ O | Nebengebäude       | Hof Röttger  | 35912965 | BW   |

### Einzelbaudenkmale
| Lage                                                       | Bezeichnung              | Beschreibung                  | ID       | Bild |
| ---------------------------------------------------------- | ------------------------ | ----------------------------- | -------- | ---- |
| Kirchstraße 4 -8, 52° 34′ 14″ N, 7° 29′ 43″ O              | Kirche                   | Herz-Jesu                     | 35912441 | BW   |
| Kirchstraße 4 -8, 52° 34′ 13″ N, 7° 29′ 41″ O              | Kirchengarten            |                               | 35913599 | BW   |
| Kirchstraße 4 -8, 52° 34′ 14″ N, 7° 29′ 40″ O              | Steinkreuz               |                               | 35913676 | BW   |
| ggü. Lengericher Str. 4 52° 34′ 5″ N, 7° 30′ 1″ O          | Wegekreuz                |                               | 35912583 | BW   |
| Zur Mühle 52° 34′ 20″ N, 7° 29′ 36″ O                      | Mühle                    | Stumpf einer Windmühle        | 35913498 | BW   |
| Langener Straße ggü. Hausnr. 8 52° 34′ 15″ N, 7° 29′ 20″ O | Backhaus                 |                               | 35912993 | BW   |
| Hinter den Höfen 2 52° 34′ 32″ N, 7° 30′ 21″ O             | Wohn-/Wirtschaftsgebäude | Hallenhaus                    | 35912752 | BW   |
| Droper Straße 8 52° 34′ 46″ N, 7° 29′ 45″ O                | Wohn-/Wirtschaftsgebäude | Doppelhaus                    | 35912300 | BW   |
| Lager Wiesen 1 52° 35′ 1″ N, 7° 29′ 38″ O                  | Wohn-/Wirtschaftsgebäude | ehem. Heuerhaus               | 35912881 | BW   |
| Krekwöste 52° 35′ 5″ N, 7° 28′ 44″ O                       | Wohn-/Wirtschaftsgebäude | Heuerhaus                     | 35912414 | BW   |
| Bregenbeck 3 52° 35′ 12″ N, 7° 27′ 48″ O                   | Wohn-/Wirtschaftsgebäude | Hallenhaus Hof Bregen-Meiners | 39080692 | BW   |